# 裙裝男孩
《裙裝♂男孩》，是由日本女性漫畫家篠原知宏創作的偽娘題材漫畫，於集英社月刊《Miracle Jump》2014年12月號（2014年11月18日發售）開始連載，2015年5月號第一章完結。2015年11月號續開新章，2016年5月号完結。單行本共2卷。後續的4格漫畫正在於Niconico漫畫連載中。

## 劇情概要
男主角越智裕也剛進高中的第一天，邂逅了外表楚楚可憐，可卻聲稱是偽娘的同學和泉重光。越智深受重光吸引，因此陷入性向錯亂的困境。因為也不確定重光的真實性別，越智試著探重光的虛實，卻意外發現重光有個親人百合香，外表是個帥哥，但其實是重光的雙胞胎妹妹。重光坦白自己女裝的原因，是為了照顧從小因外表而遭到霸凌、導致男性恐懼症的百合香，但暗地裡也告訴越智自己久而久之也已經愛上女裝。
隨著相處日久，越智與重光發展成正式的朋友關係，不過兩人曖昧的舉動在他人眼中彷彿是一對交往中的BL情侶。重光與百合香生日時，百合香提出要在一年內治好男性恐懼症的約定，讓重光不用再穿女裝。重光於是打算在剩下的一年內把想穿的女裝都穿個遍，越智也從旁提供協助。然而重光其實喜歡女裝的事情被百合香知道，讓兄妹關係變得尷尬。後來在越智安排兩人獨處，將心事互相吐露之下兄妹重歸舊好。
兄妹關係破冰後，重光感謝越智的同時也稱自己很喜歡越智，越智因此開始按捺不住對重光的心意。在8月的煙火祭典，越智一直企圖逃避重光，讓重光以為自己被討厭了。重光拿出剪刀，希望越智幫他把頭髮剪掉，象徵真正以「重光」的身份和越智當朋友。越智也想和他一直在一起，於是接受了重光的請求，給他剪了一頭短髮。兩人以朋友關係相處的校園生活還將繼續下去。

## 登場人物
越智裕也（おち ゆうや）
和泉重光（いずみ しげみつ）
和泉百合香（いずみ ゆりか）
越智美奈（おち みな）
中學二年級，越智裕也的妹妹。
松永陽
高中一年級，校草，喜歡強迫女生穿他設計的衣服。
千咲大五郎
就讀女子學校的千金。雖然是男兒身，但因為家教的關係，心理完全是個少女。

## 出版書籍
| 卷數 | 集英社         | 集英社                 | 東立出版社    | 東立出版社             |
| 卷數 | 發售日期       | ISBN                   | 發售日期      | ISBN                   |
| ---- | -------------- | ---------------------- | ------------- | ---------------------- |
| 1    | 2015年10月24日 | ISBN 978-4-08-890312-5 | 2017年2月10日 | ISBN 978-986-470-629-7 |
| 2    | 2016年6月17日  | ISBN 978-4-08-890536-5 | 2017年8月18日 | ISBN 978-986-470-630-3 |